# Анна Мария Бранденбург-Байрейтская
Анна Мария Бранденбург-Байрейтская (нем. Anna Maria von Brandenburg-Bayreuth; 30 декабря 1609, Байрейт — 8 мая 1680, Эденбург) — принцесса Бранденбург-Байрейтская, в замужестве княгиня Эггенберг.

## Биография
Анна Мария — дочь маркграфа Кристиана Бранденбург-Байрейтского и его супруги Марии Прусской, дочери герцога Альбрехта Фридриха Прусского.
23 октября 1639 года в Регенсбурге Анна Мария вышла замуж за Иоганна Антона I Эггенберга (1610—1649), герцога Крумловского. Спустя два года Иоганн Антон получил от друга молодости императора Фердинанда III графство Градиска. Посредником в заключении этого брачного альянса выступил Кристиан Вильгельм Бранденбургский, князь Иоганн Антон заручился тем самым поддержкой Бранденбурга в своих планах на обретение имперского сословия.
Муж Анны Марии умер молодым, вместе с отцом и Вольфом Штубенбергом вдовствующая княгиня до 1664 года являлась опекуном двум малолетним сыновья и управляла эггенбергскими владениями. В отсутствие отцовского завещания сыновья Иоганна Антона поделили наследство в 1665 году.

## Потомки
В браке с Иоганном Антоном I родились:
- Мария Елизавета (1640—1715), замужем за князем Фердинандом Иосифом Дитрихштейнским (1636—1698)
- Иоганн Кристиан I (1641—1710), князь Эггенберга, женат на Марии Эрнестине Шварценбергской (1649—1719)
- Мария Франциска (1643)
- Иоганн Зейфрид (1644—1713), князь Эггенберга, женат на Марии Элеоноре Лихтенштейнской (1647—1704), затем на графине Марии Йозефе Орсини (1690—1715)